# Cambarus tenebrosus
Cambarus tenebrosus е вид ракообразно от семейство Cambaridae. Видът не е застрашен от изчезване.

## Разпространение и местообитание
Разпространен е в САЩ (Алабама, Индиана, Кентъки, Охайо и Тенеси).
Обитава сладководни басейни и потоци.